# Extrémité inférieure du fémur
L'extrémité inférieure du fémur (ou extrémité distale du fémur ou épiphyse distale du fémur ) est la partie la plus distale du fémur.

## Description
L’extrémité inférieure du fémur est volumineuse et de forme cuboïde. Sa largeur est plus grande (60 à 65 mm) que son épaisseur antéro-postérieure (50 à 53 mm). A ce niveau le fémur se recourbe légèrement d'avant en arrière.
En avant l'extrémité inférieure du fémur présente une surface articulaire cartilagineuse : la surface patellaire du fémur. C'est une surface articulaire de type trochlée présentant deux facettes latérales inclinées l'une vers l'autre et séparées sur un sillon antéro-postérieur : la gorge de la trochlée. La facette latérale est plus grande que la médiale. Cette partie répond à la surface articulaire de la patella.
En arrière la surface patellaire se poursuit par une surface articulaire cartilagineuse qui est scindée en deux parties par la fosse intercondylaire dans la continuité de la gorge de la trochlée. Les deux parties formant les condyles médial et latéral du fémur. Ces surfaces répondent aux condyles médial et latéral du tibia.
Les deux condyles sont surmontées par deux tubercules osseux : les épicondyles latéral et médial du fémur.